# Manicaland
Manicaland és una de les deu províncies de Zimbàbue. Ocupa una àrea de 36,459 km². La capital de la província és la ciutat de Mutare. Fou una província de Rhodèsia del Sud.

## Departaments

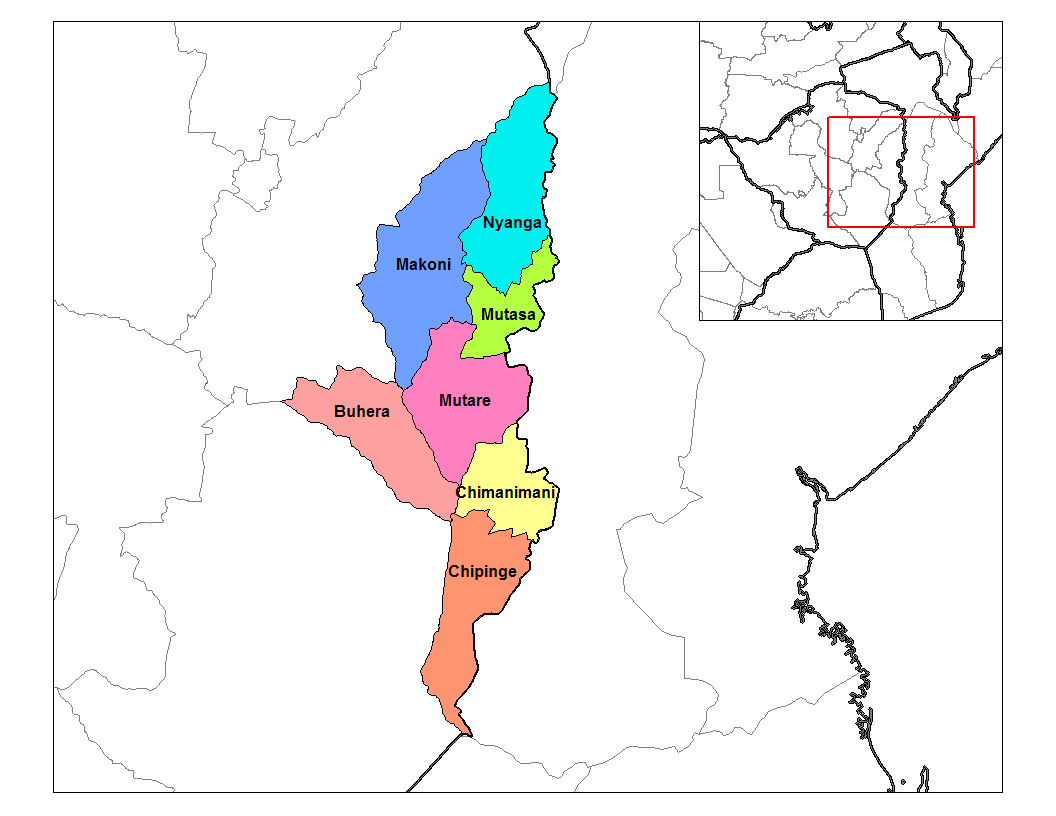
Departaments de Manicaland

Manicaland es divideix en 7 departaments: 
- Buhera
- Chimanimani
- Chipinge
- Makoni
- Districte de Mutare
- Mutasa
- Districte de Nyanga